# Poligamie

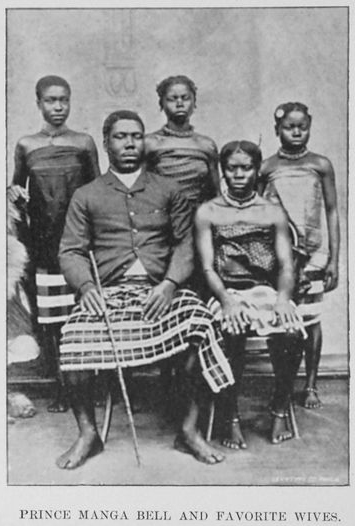
Prințul Manga Bell împreună cu soțiile sale, 1895

Poligamia este o relație de căsătorie între mai multe persoane.
Poligamia este o formă de căsătorie în care un bărbat (o femeie) are în același timp mai multe soții (soți) și care nu este acceptată  în majoritatea statelor; situația persoanelor care practică această formă de căsătorie. Poiligamia este infracțiune comisă de persoana care trăiește în această formăp de căsătorie.
Poligamia este de trei feluri: 
- Poliginia - în care o persoană de sex masculin se căsătorește cu mai multe persoane de sex feminin,
- Poliandria - în care o persoană de sex feminin se căsătorește cu mai multe persoane de sex masculin,
- Căsătoria de grup - în care mai multe persoane de același sex se căsătoresc cu mai multe persoane de sex opus sau persoane de același sex.

Trebuie menționat că în cazul poliginiei și poliandriei femeile, respectiv bărbații pot fi sau nu căsătorite/căsătoriți între ele/ei. 
Poligamia face parte din poliamor, dar marea diferența este ca poligamia este o căsătorie, legală în multe țări ale lumii, pe când poliamorul nu este neapărat o relație legalizată.
Căsătoria poligamă poate avea multe avantaje pentru parteneri precum probabilitatea scăzută de a rămâne singuri, mai mulți intreținători pentru copii și cămin. Relația poligamă durabilă e și în stransă legătură cu orientarea sexuală non-heteronormativă. În culturile unde poligamia e acceptată rata divorțurilor e scăzută. 
2% din populația globului se află în uniuni sau căsătorii poligame. 
Persoanele în relații poligame sunt parte a comunității LGBTQIA+. 

## Poligamia din punct de vedere religios, istoric și cultural
Cel puțin până în secolul al II-lea e.n. iudaismul a permis poliginia, dar niciodată n-a permis poliandria.
„Mormonii fundamentaliști care susțin că poligamia are temei biblic au într-un fel dreptate. Dacă urmezi Biblia interpretând-o literal, nu e nimic greșit cu poligamia.”—Michael Coogan, "What the Bible Has to Say About Sex" by Alexandra Silver
O estimare este că 83% dintre societățile umane sunt poligine, 0,05% sunt poliandre, iar restul sunt monogame. Chiar și ultimul grup poate fi cel puțin parțial poligin din punct de vedere genetic.

## Statutul legal al poligamiei
Poligamia este legală doar pentru musulmani
     Poligamia este legală

Poligamia este legală doar pentru musulmani
Poligamia este legală
Poligamia este legală în unele regiuni (Indonezia)
Poligamia este ilegală, dar practica nu este criminalizată
Poligamia este ilegală și practica este criminalizată
Statutul legal nu este cunoscut
- În India, Malaysia, Filipine și Singapore poligamia este legală doar pentru musulmani.
- În Nigeria și Africa de Sud, căsătoriile poligame sub drept cutumiar și pentru musulmani sunt recunoscute legal.
- În Mauritius, uniunile poligame nu sunt recunoscute legal. Bărbații musulmani, totuși, se pot "căsători" cu până la 4 femei, dar ele nu au statut legal de soții.

     Poligamia este legală în unele regiuni (Indonezia)
     Poligamia este ilegală, dar practica nu este criminalizată
     Poligamia este ilegală și practica este criminalizată
     Statutul legal nu este cunoscut
- În India,  Malaysia, Filipine și Singapore poligamia este legală doar pentru musulmani.
- În Nigeria și Africa de Sud, căsătoriile poligame sub drept cutumiar și pentru musulmani sunt recunoscute legal.
- În Mauritius, uniunile poligame nu sunt recunoscute legal. Bărbații musulmani, totuși, se pot "căsători" cu până la 4 femei, dar ele nu au statut legal de soții.

Poligamia este legală în multe țări și state și este ilegală în multe alte țări. În majoritatea țărilor Africii și în lumea arabă poligamia este legală, iar în Occident poligamia este ilegală.
Conform Codului Civil Român, căsătoria este o uniune legală între două persoane de sexe diferite sau de același sex, bazată pe consimțământul mutual. Articolul 259 din Codul Civil prevede că „Căsătoria se încheie prin consimțământul liber și neviciat al viitorilor soți, exprimat personal, solemn, în fața ofițerului de stare civilă„. Acest lucru exclude posibilitatea legală a unei căsătorii cu mai mult de un partener simultan.

## Relaționarea poliamoroasă la animalele non-umane
În special observat la primatele de clasă mare relaționarea poliamoroasă de lungă durată e preponderentă.

## Vezi și
- Bigamie
- Poliamor